# Microtheoris vibicalis
Microtheoris vibicalis là một loài bướm đêm trong họ Crambidae.